# Susanu
Susanu n.  ? (născut Nicolae Șușeanu) este un cântăreț, compozitor și producător român, cunoscut pentru activitatea sa în muzica de petrecere și manele. Este activ în industria muzicală din anii 2000 și s-a remarcat prin colaborări cu unii dintre cei mai importanți artiști ai genului.

## Biografie
Nicolae Șușeanu s-a născut în Drăgășani, județul Vâlcea. Și-a început cariera muzicală în anii 2000, adoptând un stil care îmbină influențele muzicii rome cu elemente moderne.

## Carieră muzicală
Susanu a devenit cunoscut prin hituri virale și prin canalul său YouTube Susanu Music Channel. A colaborat cu artiști precum:
- Nicolae Guță
- Tzanca Uraganu
- Mr. Juve
- Culiță Sterp
- Cristi Dules
- Andreea Spulber
- Babi Minune

Printre piesele notabile se numără:
- „Chel Tu Chel (Motoare Motoare)”
- „Vreau Să Beau Cu Frații Mei”
- „Shukaro”
- „Da Un Share”
- „Cu Capul Sus”
- „Fac din luni duminica”
- „Oh My Doamne”
- „Hai să spargem ghinionul”

## Discografie
```
Albume
```

- Something Else...! (2010)
- Jungle (2011)
- This is Life That We Love (2013)

### Single-uri notabile
- „Fac din luni duminica” (2025)
- „Cu capul sus” (2025)
- „Cade una, cad și două” (2025)
- „Bubble Gum” (2025)
- „Oh My Doamne” (2025)
- „Hai să spargem ghinionul” (2024)
- „Harfele de VIP” (2024)

## Susanu Music Channel
Canalul oficial al artistului pe YouTube, Susanu Music Channel, are peste 843.000 de abonați și conține videoclipuri oficiale, colaborări și lansări exclusive.